# Magic Bytes
Magic Bytes es una empresa internacional de publicación de videojuegos. Se originó en Alemania como la principal marca de juegos de ordenador de la microempresa Software GmbH, ya activa desde 1986 y dedicada al desarrollo interno de algunos de los juegos. Inicialmente, Ariolasoft, filial de Bertelsmann, y Gremlin Graphics, en el Reino Unido, distribuían la mayoría de los juegos de Magic Bytes.

## Historia
Micro-Partner fue fundada por Thomas Meiertoberens, procedente de Rainbow Arts, de la que fue cofundador, en 1986 en Gütersloh, Alemania. El equipo inicial estaba formado por el propietario Meiertoberens, el programador Rolf Lakämper y la diseñadora gráfica Bettina Wiedner, los tres veinteañeros, y se dio a conocer con el éxito de Mission Elevator, publicado internacionalmente, el primer videojuego alemán que tuvo un notable éxito fuera de Alemania. En 1986, Meiertoberens obtuvo las licencias para producir y comercializar en Europa los videojuegos de los personajes de cómic Clever & Smart, Pink Panther y Tom & Jerry. En 1987 se creó la marca Magic Bytes, que posteriormente se utilizó para publicar casi todos los juegos de micro-partner. El debut de Magic Bytes tuvo lugar en 1987 con el lanzamiento en Europa de Western Games y Clever & Smart. La mayoría de los juegos fueron adaptados para Amstrad CPC, Atari ST, Commodore C64 y Amiga, algunos para MSX, ZX Spectrum y más tarde, en su mayoría, para PC.
El 20 de mayo de 1988, Meiertoberens fundó en Tampa una empresa homóloga en EE. UU., Magic Bytes USA Inc. y acordó con la empresa estadounidense Digitek, también en Tampa, publicar mutuamente los títulos de la otra empresa en su continente y micro-partner publicó los juegos de Digitek en Europa bajo el sello de Magic Bytes.
En 1991, micro-partner cesó sus operaciones debido al impago de algunos de sus mayoristas y los derechos de publicación de los juegos de Magic Bytes pasaron a ser de Magic Bytes Verlag R. Kleinegräber en los países de habla alemana y Magic Bytes Verlag empezó a vender videojuegos directamente a los usuarios finales por correo o en los grandes almacenes Karstadt. Magic Bytes Verlag comenzó a publicar videojuegos de desarrolladores alemanes externos y tuvo un éxito notable en Alemania con BIING de reLINE en 1993 y Have a N.I.C.E. day de Synetic en 1997. En el año 2000, se lanzó el último juego de Magic Bytes para esa época.
En 2017, el fundador original Thomas Meiertoberens, que entretanto se había trasladado a Estados Unidos en 1997 para dirigir una empresa inmobiliaria, volvió a poner en marcha la marca fundando Magic Bytes LLC, de la que es director general. La nueva empresa estadounidense, con sede en Lewes y representantes en Orlando y Bielefeld, está especializada en juegos educativos, realidad virtual y realidad aumentada. En febrero de 2021, se lanzó el nuevo juego Toonword en Google Play y se reeditaron algunos juegos antiguos de Magic Bytes para Raspberry Pi.

## Juegos
| Año  | Juego                  | Género                 |
| ---- | ---------------------- | ---------------------- |
| 1987 | Western Games          | Deporte                |
| 1987 | Clever & Smart         | Acción-Aventura        |
| 1988 | Powerstyx              | Estrategia             |
| 1988 | Minigolf               | Deporte                |
| 1988 | Pink Panther           | Acción-Aventura        |
| 1988 | Vampire's Empire       | Acción-Aventura        |
| 1989 | Beam                   | Acción                 |
| 1989 | Blue Angel 69          | Puzzle                 |
| 1989 | Eskimo Games           | Deporte                |
| 1989 | Nightdawn              | Acción                 |
| 1989 | Tom & Jerry            | Acción                 |
| 1989 | Wall$treet             | Educativo              |
| 1990 | Air Supply             | Acción                 |
| 1990 | Big Business           | Simulación de negocios |
| 1990 | Domination             | Acción-Aventura        |
| 1990 | USS John Young         | Simulación             |
| 1990 | North Sea Inferno      | Acción-Aventura        |
| 1990 | Cyberworld             | Acción-Aventura        |
| 1991 | Dinowars               | Acción-Estrategia      |
| 1991 | The Second World       | Aventura               |
| 1992 | Dynatech               | Simulación de negocios |
| 1992 | Elysium                | Simulación de negocios |
| 1993 | Penthouse Hot Numbers  | Puzzle                 |
| 1995 | Biing!                 | Simulación de negocios |
| 1996 | Abenteuer Weltraum     | Educativo              |
| 1997 | Have a N.I.C.E. day!   | Juego de carrera       |
| 1997 | Drilling Billy         | Acción                 |
| 1998 | N.I.C.E. 2             | Juego de carrera       |
| 1998 | Rent-a-Hero            | Fantasia               |
| 1999 | Biing! 2               | Simulación de negocios |
| 1999 | Dark Secrets of Africa | Acción-Aventura        |
| 2000 | Crystal Hammer         | Acción                 |
| 2021 | Toonworld              | Acción-Aventura        |